# ماكسيم نوموف
ماكسيم نوموف (بالروسية: Наумов, Максим Владимирович)‏ (5 أغسطس 1970 - ) هو لاعب كرة قدم روسي في مركز الدفاع. لعب مع دينامو موسكو ونادي تيومين ‏ وأسمرال موسكو.

## وصلات خارجية
- ماكسيم نوموف على موقع قاعدة بيانات كرة القدم.إي يو (الإنجليزية)